# Sullay Kaikai
Sulaiman Borbor "Sullay" Kaikai (ur. 26 sierpnia 1995 w Southwark) – angielski piłkarz występujący na pozycji skrzydłowego w Crystal Palace, reprezentant Sierra Leone.